# Fotbal Club CIP Deva
Il Fotbal Club CIP Deva è stata una società di calcio a 5 romena con sede a Deva.

## Storia
Fondata nel 2001 a Deva, ha vinto tre campionati romeni (2005-06, 2006-07, 2008-09), una Coppa nazionale (2006-07) e una Supercoppa (2009). In Coppa UEFA, i biancoblu hanno raggiunto il turno élite in due occasioni: nel 2006-07 e quindi nel 2007-08. In quest'ultima edizione il CIP Deva è rimasto fuori dalla fase finale solamente dopo la sconfitta con i futuri campioni del Sinara.

## Rosa 2009-2010
| N. |                    | Ruolo | Calciatore          |
| -- | ------------------ | ----- | ------------------- |
| 1  | Romania (bandiera) | P     | Vlad Iancu          |
| 2  | Romania (bandiera) | G     | Florin Matei        |
| 4  | Romania (bandiera) | G     | Marian Șotărcă      |
| 5  | Romania (bandiera) | G     | Gabriel Dobre       |
| 6  | Romania (bandiera) | G     | Gabriel Molomfalean |
| 7  | Romania (bandiera) | G     | Robert Lupu         |
| 8  | Spagna (bandiera)  | G     | Jordi Illa          |

| N. |                    | Ruolo | Calciatore             |
| -- | ------------------ | ----- | ---------------------- |
| 9  | Brasile (bandiera) | G     | Kauê                   |
| 10 | Romania (bandiera) | G     | Ion Al-Ioani           |
| 11 | Romania (bandiera) | G     | Cosmin Gherman         |
| 12 | Brasile (bandiera) | P     | Fábio Fiuza            |
| 13 | Brasile (bandiera) | G     | Cristino Philipe Prado |
| 17 | Romania (bandiera) | G     | Cristian Macingo       |
| 76 | Romania (bandiera) | G     | Ionut Florea           |

## Palmarès
- Campionato romeno: 3
  - 2005-06, 2006-07, 2008-09
- Coppa di Romania: 1
  - 2006-07
- Supercoppa di Romania: 1
  - 2009